# جنگنده گونه ۹۲
جنگنده گونه ۹۲ (به ژاپنی: 九二式戦闘機) یک هواگرد دوباله تک‌موتوره تک‌سرنشین ساخت شرکت کاواساکی در امپراتوری ژاپن بود که نخستین پرواز خود را در سال ۱۹۳۲ انجام داد.

## طراحی
پس از آن که نیروی زمینی طرح جنگنده بال‌چتری کاواساکی کی‌دی‌ای-۳ را رد کرد، این شرکت از ماه ژوئن سال ۱۹۲۹ شروع به طراحی جنگنده سازه‌فلزی سبک دیگری این بار با پیکربندی دوباله کرد که نام «کی‌دی‌اِی-۵» بر آن نهاد.
طراحی جنگنده جدید توسط مهندس آلمانی ریشارت فوگت به کمک طراح ارشد ژاپنی دوی تاکئو، ماه آوریل سال ۱۹۳۰ به اتمام رسید. آزمایش‌های پرشماری بر هواگرد انجام گرفت تا از استحکام ساختاری کافی آن اطمینان حاصل شود. نخستین پیش‌نمونه ماه ژوئیه سال ۱۹۳۰ تکمیل شد. فوگت ویژگی‌های ساختاری بی‌همتایی در این جنگنده به‌کار برد که شامل نخستین استفاده از ماهی‌واره ام-۱۲، ترکیب‌بندی سازه‌سازی‌شده مهارهای بین‌بالی و گونه متفاوتی از ترکیب فلز و پارچه در پوسته بود. نیرومحرکه را یک موتور ب‌ام‌و ۶ با توان ۵۰۰ اسب بخار تأمین می‌کرد. هواگرد در اتاقک سر بار می‌نشست. سازه هواگرد تمام‌فلزی با پوشش آلیاژ سبک و پارچه بود. تسلیحات شامل دو مسلسل ۷٫۷ میلی‌متری روی بدنه رو به جلو بود.
خلبان ارشد آزمایش تاناکا کامبِی نخستین پیش‌نمونه را از ماه ژوئیه سال ۱۹۳۰ در کاگامیگاهارا آزمایش کرد. هواگرد در جریان این آزمایش‌ها، رکورد سرعت در ژاپن را با ۳۲۰ کیلومتر بر ساعت شکست. هواگرد همچنین روز ۴ نوامبر در ۱۰٬۰۰۰ متری به بیشترین ارتفاع پروازی در ژاپن دست یافت که یک رکود جهانی برای یک جنگنده نیز به حساب می‌آمد. به هر صورت در جریان یکی از پروازهای آزمایشی هواگرد آتش گرفت و تاناکا وادار شد از آن بیرون بپرد.
پیش‌نمونه‌های دوم و سوم ماه ژانویه و مارس سال ۱۹۳۱ تکمیل شدند. اصلاحات لازم نسبت به هواگرد اولیه در آن‌ها اعمال شد. پیش‌نمونه دوم روز ۲۲ ژانویه رکورد سرعت ۳۳۵ کیلومتر بر ساعت را نیز حاصل کرد.
نیروی زمینی پیش‌نمونه سوم بین ماه‌های آوریل تا ژوئن سال ۱۹۳۱ آزمایش کرد. معلوم شد که مهار جلویی بین‌بال هنگام شیرجه پرسرعت خم می‌شود و باید اصلاح شود. به هر صورت با آغاز درگیری‌ها در منچوری، نیروی زمینی تصمیم گرفت آزمایش‌های دقیق را متوقف کند و هواگرد را با عنوان «جنگنده گونه ۹۲» به خدمت بپذیرد. سفارش برای آغاز بی‌درنگ تولید ماه ژانویه سال ۱۹۳۲ صادر شد. در این زمان ساخت دو پیش‌نمونه دیگر در جریان بود که تفاوت‌هایی در موتور، گونه رادیاتور و جزئیات پَربند، سطوح هدایت و ارابه فرود داشتند.
از ماه ژانویه سال ۱۹۳۳ از موتور جدیدتر ب‌ام‌و ۹ با توان ۸۰۰ اسب بخار در هواگردهای تولیدی استفاده شد که با مقداری تغییرات، با مجوز توسط کاواساکی تولید می‌شد. به هر صورت اطلاعاتی از عملکرد هواگرد با این موتور در دست نیست. کاواساکی عناوین گونه ۹۲–۱ و گونه ۹۲–۲ را بر هواگردها با دو موتور مختلف گذاشت اما نیروی زمینی از این عناوین استفاده نکرد. مجموعاً ۳۸۵ فروند از جنگنده گونه ۹۲ تولید شد که از این میزان ۵ فروند در سال‌های ۱۹۳۰ و ۱۹۳۱، ۱۸۰ فروند در سال ۱۹۳۲ و ۲۰۰ فروند در سال ۱۹۳۳ بود.
گونه ۹۲ با اوج‌گیری و سرعت بیشتر جنگنده رهگیر بهتری نسبت به گونه ۹۱ بود. این هواگرد بین سال‌های ۱۹۳۲ تا ۱۹۳۵ در نقش رهگیر در منچوری و شمال چین به‌کار رفت. با این وجود، ناپایداری در هنگام برخاست و فرود موجب نارضایتی خلبانان می‌شد. نگهداری از هواگرد مخصوصاً در سرزمین‌های شمالی در هنگام فصل سرما، دشوار بود.
کاواساکی از جنگنده کی‌دی‌ای-۵ خود به عنوان پایه طراحی جنگنده کی-۵ استفاده کرد که با عنوان جنگنده گونه ۹۵ وارد خدمت در نیروی زمینی شد.

## مشخصات فنی[۲]

### مشخصات عمومی
- خدمه': ۱ نفر
- طول: ۷٫۰۵ متر
- پهنای بال: ۹٫۵۵ متر
- ارتفاع: ۳٫۱ متر
- مساحت بال: ۲۴ متر مربع
- زاویه بال‌ها رو به عقب: ۲ درجه
- وزن خالی: ۱٬۲۸۰ کیلوگرم
- وزن ناخالص: ۱٬۷۰۰ کیلوگرم
- بار بر بال: ۷۰٫۸ کیلوگرم بر متر مربع
- نیرومحرکه: ۱ × موتور وی‌شکل ۱۲ سیلندر بی‌ام‌و ۶ خنک‌شونده با آب: ۵۰۰ اسب بخار (تا ژانویه ۱۹۳۳)
- نسبت وزن به توان: ۳٫۴ کیلوگرم بر اسب بخار
- پیش‌ران: ملخ دو تیغه چوبی

### عملکرد
- حداکثر سرعت: ۳۲۰ کیلومتر بر ساعت
- سرعت اوج‌گیری: ۵٬۰۰۰ در ۸ دقیقه
- سقف پروازی: ۹٬۵۰۰ متر

### تسلیحات
- ۲ × مسلسل ۷٫۷ میلی‌متری روی بدنه رو به جلو